# Región de Jubbada Hoose
Lower Juba (somalí: Jubbada Hoose; árabe: جوبا السفلى Jūbbā as-Suflá) es una región administrativa (gobolka) en el sur de Somalia. Su capital es Kismaayo. Limita con Kenia, la región somalí de Middle Juba y el océano Índico.

## Distritos
- Afmadow
- Badhaadhe
- Jamaame
- Kismaayo
- Xagar

- Datos: Q877042
- Multimedia: Lower Juba Region / Q877042